# アルゼンチンとアルメニアの関係
アルゼンチンとアルメニアの関係（スペイン語: Relaciones Argentina-Armenia, アルメニア語: Հայ-արգենտինական հարաբերություններ, アルゼンチンとアルメニアのかんけい）では、アルゼンチンとアルメニアの間の二国間関係を述べる。アルゼンチンは合計約12万人の、ラテンアメリカ最大のアルメニア人社会の1つを有している。

## 歴史
アルメニア人がはじめて大規模でアルゼンチンに移住したのは1892年、エジプトとシリアからの移住であった。第一次世界大戦中、数千人のアルメニア人がアルゼンチンに移住したが、その多くがオスマン帝国によるアルメニア人虐殺の生還者だった。1918年5月、アルメニアは独立宣言を発してロシア帝国から独立、アルメニア第一共和国を樹立した。1920年、アルゼンチンはアルメニアの独立を承認、二国間の外交関係が成立した。しかし、アルメニアは1920年までに赤軍の侵攻を受けてソビエト連邦に併合された。
1991年12月26日、アルメニアはソビエト連邦の崩壊により独立を回復、1992年1月17日にはアルゼンチンとの外交関係を回復した。1992年6月、アルメニア大統領レヴォン・テル＝ペトロシャンはアルゼンチンへの公式訪問を行った。1993年、アルメニアは駐ブエノスアイレス大使館を開いた。1998年にはアルゼンチン大統領カルロス・メネムがアルメニアへ公式訪問した。2009年、アルゼンチンは駐アルメニア大使館を開いた。

### アルメニア人虐殺の承認
1987年9月、アルゼンチン大統領ラウル・アルフォンシンはアルゼンチン在住のアルメニア人に向けて演説を行い、（オスマン帝国による）アルメニア人虐殺を承認した。しかし1995年、アルゼンチン大統領カルロス・メネムはアルメニア人虐殺の承認に関する法律を拒否した。2007年1月11日、アルゼンチン大統領ネストル・キルチネルはようやくアルメニア人虐殺を正式に承認する法律に署名した。

## 公式訪問
アルゼンチン元首のアルメニア訪問
- 大統領カルロス・メネム（1998年）

アルメニア元首のアルゼンチン訪問
- 大統領レヴォン・テル＝ペトロシャン（1992年）
- 大統領ロベルト・コチャリャン（2002年）
- 大統領セルジ・サルキシャン（2014年）

## 二国間関係
アルゼンチンとアルメニアは1992年に外交関係を回復して以来、多くの二国間協定を締結した：二国間の協力条約（1992年）、投資の促進と保護に関する協定（1993年）、貿易と経済協力に関する協定（1994年）、科学と技術の協力に関する協定（1994年）、原子力の平和的利用に関する協力協定（1998年）、文化と教育の協力に関する協定（1998年）、観光業の協力に関する協定（2002年）、通常パスポート所持者のビザ免除に関する協定（2014年）、ワーキングホリデープログラムに関する協定（2014年）、経済協力に関する協定（2014年）。

## 貿易
2014年、アルゼンチンとアルメニア間の貿易総額は750万米ドルである。アルゼンチンからアルメニアへの主な輸出品物は肉、砂糖、たばこであり、アルメニアからアルゼンチンへの主な輸出品物は衣料と衣服である。アルゼンチンのアルメニアへの直接投資額で5位となっている。

## 大使館
アルゼンチンは駐エレバン大使館を設置しており、アルメニアも駐ブエノスアイレス大使館を設けている。